# Karbeas
Karbeas (mittelgriechisch Καρβέας; † 863), auch Karbaias, war ein byzantinischer Feldherr, Rebell und Anführer der Paulikianer.

## Leben
Unter Kaiser Theophilos diente Karbeas als Protomandator (Stabschef) im byzantinischen Thema Anatolikon. Nach dem Tod des Kaisers befahl dessen Witwe Theodora II. 843 die gewaltsame Bekehrung der häretischen Glaubensgemeinschaft der Paulikianer zur Orthodoxie. Mehr als 100.000 Anhänger der Sekte, die sich weigerten, ihrem Glauben abzuschwören, wurden grausam hingerichtet, darunter auch Karbeas’ Vater, der gepfählt wurde.
Mit 5000 Glaubensbrüdern floh Karbeas um 844 auf arabisches Hoheitsgebiet, rief die Stadt Tephrike im Thema Armeniakon zum Zentrum eines von Byzanz unabhängigen Paulikianerstaates aus und erkannte den Abbasiden-Kalifen als Schutzherrn an. Im Bündnis mit dem islamischen Emir von Melitene, Omar al-Aqta, besiegte Karbeas die kaiserlichen Truppen, die unter dem Kommando Michaels III. und des Kaisars Bardas Samosata belagerten, und unternahm Gegenangriffe, die die paulikianischen Truppen bis an die Ufer der Ägäis führten. Zeitweise beherrschte Karbeas das ganze Armeniakon und das Thema Koloneia. Im Bündnis mit Omar drohten die Paulikianer auch über Anatolikon die Hoheit zu gewinnen. Im Sommer 863 plünderten die Verbündeten mehrere Städte in Kappadokien, die Araber setzten ihren Raubzug sogar bis ans Schwarze Meer fort.
Nach dem Fall der Stadt Amisos befahl Michael III. die Zusammenstellung eines 50.000 Mann starken Heeres unter dem Kommando seines Onkels Petronas. Diese gewaltige Streitmacht konnte am 3. September 863 die Paulikianer und ihre arabischen Bundesgenossen in der Schlacht am Lalakaon vernichtend schlagen. Auch Karbeas fand mit großer Wahrscheinlichkeit in diesen Kampfhandlungen den Tod. Als Führer der Paulikianer folgte ihm sein Neffe Chrysocheir, der den Widerstand gegen Byzanz bis zu seinem Tod in der Schlacht von Bathys Ryax (872) fortsetzte.